# Yumu Kudo
Yumu Kudo (født 6. juni 1990) er en japansk fodboldspiller.
Han har spillet for flere forskellige klubber i sin karriere, herunder YSCC Yokohama.